# Lijst van rijksmonumenten in Bleskensgraaf
De plaats Bleskensgraaf telt 8 inschrijvingen in het rijksmonumentenregister, hieronder een overzicht.
| Object | Oorspronkelijke functie?  | Bouwjaar                                             | Architect | Locatie        | Coördinaten?                  | Nr.?   | Afbeelding        |
| --- | ------------------------- | ---------------------------------------------------- | --------- | -------------- | ----------------------------- | ------ | ----------------- |
| Veltmolen of Gijbelandse Molen                                                                                   | Industrie- en poldermolen | 1651 of eerder (bouw) 1926 (gedeeltelijk afgebroken) |           | Meulenbroek 4  | 51° 52' 19" NB, 4° 47' 45" OL | 527562 | Meer afbeeldingen |
| Kapitale hoeve waarvan het woongedeelte een omlopend schilddak, aan de rivierzijde een lijstgevel heeft met stal | Boerderij                 | midden 19e eeuw                                      |           | Heulenslag 1   | 51° 52' 13" NB, 4° 46' 32" OL | 9632   | Meer afbeeldingen |
| De Vriendschap                                                                                                   | Industrie- en poldermolen | 1890                                                 |           | Heulenslag 3   | 51° 52' 12" NB, 4° 46' 27" OL | 9633   | Meer afbeeldingen |
| Hofwegensemolen                                                                                                  | Industrie- en poldermolen | onbekend / 1898                                      |           | Hofwegen 15    | 51° 52' 9" NB, 4° 47' 35" OL  | 9634   | Meer afbeeldingen |
| Boerderij met het woon- en bedrijfsgedeelte onder een pannen gebouwd                                             | Boerderij                 | eerste kwart 19e eeuw                                |           | Hofwegen 50    | 51° 52' 13" NB, 4° 46' 56" OL | 9636   | Meer afbeeldingen |
| Boerderij met dwars woongedeelte van parterre en verdieping met rieten zadeldak tussen puntgevels                | Boerderij                 | derde kwart 19e eeuw                                 |           | Abbekesdoel 2  | 51° 52' 11" NB, 4° 46' 31" OL | 9637   | Meer afbeeldingen |
| Boerderij met ijsselstenen woonhuis onder rieten dak                                                             | Boerderij                 | eerste kwart 19e eeuw                                |           | Abbekesdoel 43 | 51° 52' 5" NB, 4° 45' 36" OL  | 9638   | Meer afbeeldingen |
| Wingerdse Molen                                                                                                  | Industrie- en poldermolen | 1513 / 1872                                          |           | Abbekesdoel 92 | 51° 51' 38" NB, 4° 44' 12" OL | 9639   | Meer afbeeldingen |